# جيناسيو دا بورتوغيزا
جيناسيو دا بورتوغيزا (بالإنجليزية: Ginásio da Portuguesa)‏ هي ساحة في ساو باولو، البرازيل.